# Naomichi Hirama
Naomichi Hirama (平間 直道 Hirama Naomichi?), född 6 juli 1987 i Kanagawa prefektur, är en japansk fotbollsspelare.
Hirama började sin karriär 2010 i YSCC Yokohama. Han spelade 95 ligamatcher för klubben. Han avslutade karriären 2015.